# Papa a un plan
Papa a un plan (Man with a Plan) est une série télévisée américaine en 69 épisodes de 22 minutes créée par Jeff Astrof et Matt Miller, et diffusée entre le 24 octobre 2016 et le 11 juin 2020 sur le réseau CBS et en simultané sur le réseau Global au Canada.
En Belgique, la série est diffusée depuis le 12 janvier 2019 sur RTL-TVI, et en France à partir du 9 janvier 2020 sur Gulli et depuis le 5 juillet 2021 sur M6. Elle reste inédite dans les autres pays francophones.

## Synopsis
Adam Burns est un homme occupé professionnellement. Il dirige une entreprise de construction avec son frère Don. Lorsque Emme, la plus jeune de ses filles, entre en maternelle, Andi, la mère de famille et femme au foyer, décide de reprendre son travail comme laborantine, au grand dam d'Adam qui va devoir s'occuper des enfants pendant son absence. Il va très vite se rendre compte que cela demande une énergie et une disponibilité auxquelles il n'était pas habitué. Il faut dire aussi que la présence du père d'Adam, Joe, n'est pas là pour le rassurer, d'autant qu'il a décidé de garer son camping car dans l'allée de sa maison. Mais Adam a plus d'une ressource : il a un plan B.

## Distribution

### Acteurs principaux
- Matt LeBlanc (VF : Mark Lesser) : Adam Burns
- Liza Snyder (VF : Vanina Pradier) : Andi Burns
- Kevin Nealon (VF : Bruno Dubernat) : Don Burns
- Matt Cook (en) (VF : Sébastien Desjours) : Lowell
- Grace Kaufman (VF : Lisa Caruso) : Kate Burns
- Matthew McCann (VF : Enzo Ratsito) : Teddy Burns
- Hala Finley (en) (VF : Corinne Martin) : Emme Burns
- Stacy Keach (VF : Bernard Tiphaine (saisons 1 et 2) puis Achille Orsoni) : Joe Burns (récurrent saison 1, puis principal)
- Kali Rocha (VF : Cathy Diraison) : Marcy Burns (récurrente saisons 1 et 2, puis principale)
- Diana Maria Riva (VF : Odile Schmitt) : Mme Rodriguez[7] (principale saison 1)
- Jessica Chaffin (en) (VF : Isabelle Miller) : Marie Faldonado[7] (principale saison 1)

### Acteurs récurrents
- Swoosie Kurtz (VF : Béatrice Delfe) : Beverly Burns, mère d'Adam et Don
- Jenna Dewan (VF : Anouck Hautbois) : Jen
- Christine Woods (VF : Laurence Bréhéret) : Lisa McCaffrey (saison 1 et 2)
- Sherri Shepherd (VF : Laura Zichy) : Joy (saison 2)
- Tim Meadows (VF : Frantz Confiac) : Rudy (saison 2)
- Ron Funches : Funchy (depuis la saison 3)

- Version française
  - Société de doublage : Dubbing Brothers[8]
  - Direction artistique : Danièle Bachelet[8]

 Source et légende : version française (VF) sur RS Doublage

## Production

### Développement
Le 8 février 2016, CBS commande un épisode pilote du projet de série sous le titre I'm Not Your Friend.
Le 13 mai 2016, le réseau CBS annonce officiellement après le visionnage du pilote, la commande du projet de série sous son titre actuel avec une commande initiale de treize épisodes, pour une diffusion lors de la saison 2016 / 2017.
Le 15 mai 2016, lors des Upfronts 2016, CBS annonce la diffusion de la série pour l'automne 2016.
Le 21 juin 2016, CBS annonce la date de lancement de la série au 24 octobre 2016.
Le 14 novembre 2016, le réseau CBS commande six épisodes supplémentaires faisant porter la saison à dix-neuf épisodes, au lieu des treize initialement commandés. Puis le 6 janvier 2017, elle commande trois épisodes supplémentaires portant finalement la saison à vingt-deux épisodes,.
Le 23 mars 2017, la série est renouvelée pour une deuxième saison.
Le 27 novembre 2017, la chaîne commande huit épisodes supplémentaires à la seconde saison, portant au total de 21 épisodes.
Le 12 mai 2018, la série est renouvelée pour une troisième saison.
Le 10 mai 2019, la série est renouvelée pour une quatrième saison.
Le 6 mai 2020, la série est annulée.

### Casting
L'annonce du casting a débuté le 8 février 2016, avec l'arrivée de Matt LeBlanc, principalement connu pour son rôle de Joey dans Friends.
Le 4 mars, Matt Cook obtient le rôle de Lowell et Grace Kaufman celui de Kate. Ensuite le 7 mars, Jenna Fischer décroche le rôle d'Andi, et finalement le 10 mars, Jessica Chaffin (en) et Diana Maria Riva rejoignent la série dans les rôles respectifs de Marie et de Mrs Wannamaker.
Le 13 mai 2016, le rôle tenu par Jenna Fischer est réatribué. Il a été repris en août par Liza Snyder. Le lendemain, Kevin Nealon décroche le rôle principal de Don, le frère d'Adam.

## Épisodes

### Première saison (2016-2017)
1. Le Papa le plus marrant au monde (Pilot)
2. Les Lasagnes de la déception (The Price of Justice)
3. Trop dur d'être délégué (The Puppet Theater)
4. La Robe de mariée (Un-Dressed)
5. Thanksgiving (Thanksgiving)
6. La Guerre des nerfs (Holey War)
7. La Génétique de Noël (Winter Has Come)
8. Grande première (Adam Steps Up)
9. Pas du tout jaloux ! (What About Bob?)
10. Le Dîner de la discorde (A Dinner Gone Wrong)
11. La Discussion (The Talk)
12. Trois amis (The Three Amigos)
13. La Saint-Valentin (Valentine's Day)
14. Kate a un rencard (Kate's First Date)
15. Les parents débarquent (Assisted Living)
16. Le Meilleur des couples (The A Team)
17. Bonjour docteur ! (Doctor No)
18. C'est pas moi, c'est lui ! (The Blame Game)
19. La Revanche de la cravate poisson (Spring Fling)
20. Argent sale (Dirty Money)
21. Fausse liberté (Operation False Freedom)
22. Un bébé pour Andi (Buzzer Beater)

### Deuxième saison (2017-2018)
Elle a été diffusée du 13 novembre 2017 au 21 mai 2018.
1. Le Renard argentée (The Silver Fox)
2. (Re)marié à tout prix (Andi's Boyfriend)
3. Grève contre grève (The Parents Strike Back)
4. Un grand bol d'herbe (Into the Weeds)
5. La Contremaîtresse (Battle of the Sexists)
6. Les Nouveaux Voisins (Adam Gets Neighborly)
7. La Guerre des héros (We Can Be Heroes)
8. Maman, j'ai raté l'école (Lice Lice Baby)
9. Le Désarmé (The Gunfight)
10. L'Homme le plus attentionné au monde (Adam's Turtle-y Awesome Valentine's Day)
11. Devine qui vient pour le petit déjeuner, le déjeuner et le dîner (Guess Who's Coming to Breakfast, Lunch and Dinner)
12. Gagnant gagnant (Everybody's a Winner)
13. Crash imminent (The Party Planner)
14. Vidéos… et des bas (March Madness)
15. La Bataille des varices (Out With The In-Laws)
16. Tel est pris (April Fools)
17. Roi d'un jour (King for a Day)
18. La Méthode Burns (The Burns System)
19. On déteste le fric (We Hate Money)
20. On a une fille (We Got a Girl)
21. Entreprise familiale (Family Business)

### Troisième saison (2019)
Cette saison de treize épisodes est diffusée depuis le 4 février 2019.
1. Le quatrième homme (Wife-Proof)
2. Le carrelage péruvien (Yeah, Maybe)
3. Tel père, tel fils (Put Him on the Ground)
4. Au pied du mur (Adam's Wall Hole Bowl)
5. Des parents modernes (The New Old School)
6. Dîner d'affaire (Semi-Indecent Proposal)
7. Ça gratte à l'hôtel (Hotel Hanky Panky)
8. Tous vegans (Adam's Ribs)
9. Adam a passé l'âge (Adam Acts His Age)
10. Ma mère, ce héros (We Don't Need Another Hero)
11. Séjour entre hommes (Cabin Fever)
12. De la hauteur (Clean Country Living)
13. Une nouvelle Kelly (The Intervention(s))

### Quatrième saison (2020)
Elle est diffusée depuis le 2 avril 2020 sur CBS.
1. The V-Word
2. Adam's Big Little Lie
3. The Ex Files
4. Going All the Way
5. Winner Winner Chicken Salad
6. Couples Therapy
7. Dude, Where's My Boat?
8. Adam's Not Sorry
9. Stuck in the Middle with You
10. Full Metal Teddy
11. Adam and Andi See Other People
12. Driving Miss Katie
13. Happy Ann-RV-sary

## Accueil

### Audiences

#### États-Unis
Le pilote a été vu par 7,42 millions de téléspectateurs aux États-Unis, et 1,258 millions au Canada.
| Saison | Saison | Nombre d'épisodes | Diffusion aux États-Unis sur CBS (HE) | Diffusion aux États-Unis sur CBS (HE) | Diffusion aux États-Unis sur CBS (HE) | Audiences (en millions) | Audiences (en millions) | Audiences (en millions) | Saison TV |
| Saison | Saison | Nombre d'épisodes | Jour et horaire de diffusion          | Début de saison                       | Fin de saison                         | Première                | Finale                  | Moyenne                 | Saison TV |
| ------ | ------ | ----------------- | ------------------------------------- | ------------------------------------- | ------------------------------------- | ----------------------- | ----------------------- | ----------------------- | --------- |
|        | 1      | 22                | Lundi 20 h 30                         | 24 octobre 2016                       | 15 mai 2017                           | 7,42                    | 5,73                    | 6,33                    | 2016-17   |
|        | 2      | 21                | Lundi 21 h 30                         | 13 novembre 2017                      | 21 mai 2018                           | 5,38                    | 5,46                    | 5,76                    | 2017-18   |
|        | 3      | 13                | Lundi 20 h 30                         | 4 février 2019                        | 6 mai 2019                            | 6,17                    | 4,87                    | 5,33                    | 2019-20   |
|        | 4      | 13                | Jeudi 20 h 30                         | 2 avril 2020                          | 11 juin 2020                          |                         |                         |                         | 2020-21   |

#### France
| Saison | Saison | Nombre d'épisodes | Diffusion en France | Diffusion en France          | Diffusion en France | Diffusion en France | Audiences (en milliers) | Audiences (en milliers) |
| Saison | Saison | Nombre d'épisodes | Chaîne              | Jour et horaire de diffusion | Début de saison     | Fin de saison       | Première                | Finale                  |
| ------ | ------ | ----------------- | ------------------- | ---------------------------- | ------------------- | ------------------- | ----------------------- | ----------------------- |
|        | 1      | 22                | Gulli               | Jeudi 21 h                   | 9 janvier 2020      | 5 mars 2020         | 120                     |                         |
|        | 2      | 21                | M6                  | Lundi au vendredi 7 h 55     | 12 juillet 2021     | 22 juillet 2021     |                         |                         |
|        | 3      | 13                | M6                  | Lundi au vendredi 7 h 55     | 22 juillet 2021     | 30 juillet 2021     |                         |                         |